# Uddevalla OK
Uddevalla OK är en orienteringsklubb från Uddevalla kommun. Klubben bildades 14 mars 1947 under namnet Uddevalla Frisksportklubb. Idag har klubben drygt 200 medlemmar.
Uddevalla OK har sin klubbstuga i Bulids gamla skola i kanten av Herrestadsfjället i Uddevalla. I klubbens regi anlades i början av 90-talet den 4 km långa motionsslingan Egonspåret, som är belägen i den kuperade terrängen mellan Bulid och stadsdelarna Fasseröd och Kurveröd.
Klubbens genom tiderna främsta orienterare är Lars-Henrik Undeland som, medan han representerade föreningen, vann herrseniorklassen i O-Ringens femdagarsorientering 1979. 1971 vann han klassen yngre juniorer på samma tävling och var uttagen i orienteringslandslaget. Sin främsta internationella placering fick Lars-Henrik Undeland i budkavle (stafett) på VM 1981, då han sprang andrasträckan i det svenska lag som tog silver.
Malin Sand är en annan framgångsrik orienterare från Uddevalla OK. Tillsammans med Julia Svantesson och Johanna Larsson ingick hon i det lag som tog silver i damjuniorklassen på SM. Samma år blev klubbens damlag bästa svenska lag i Ungdomens Tiomila med en tredjeplats. 2004 vann Malin Sand medeldistansen i landskampen Nordic Meeting.

## Framskjutna placeringar

### Orientering
- 1971 Seger på O-Ringen (yngre juniorer) Lars-Henrik Undeland
- 1996 3:a på Ungdomens Tiomila (damer)
- 1996 JSM-silver (damer)
- 1998 JSM-brons (damer)